# Kraftwerk Dinginin
Das Kraftwerk Dinginin ist ein Kohlekraftwerk in der Stadtgemeinde Mariveles, Provinz Bataan, Philippinen, das am Eingang zur Bucht von Manila liegt. Direkt daneben befindet sich ein weiteres Kohlekraftwerk, das Kraftwerk Mariveles.
Das Kraftwerk wird von der GNPower Dinginin Ltd. Co. betrieben; GNPower Dinginin ist ein Joint Venture von Aboitiz Power und AC Energy. Die installierte Leistung wird nach Inbetriebnahme von Block 2 bei 1,336 GW liegen; damit wird Dinginin zum leistungsstärksten Kohlekraftwerk auf den Philippinen.

## Kraftwerksblöcke
Das Kraftwerk besteht gegenwärtig aus zwei Blöcken. Die folgende Tabelle gibt einen Überblick:
| Block | Max. Leistung (MW) | Betriebsbeginn | Turbine | Generator | Dampfkessel | Status     |
| ----- | ------------------ | -------------- | ------- | --------- | ----------- | ---------- |
| 1     | 668                | Dezember 2021  |         | Alstom    |             | in Betrieb |
| 2     | 668                |                |         | Alstom    |             | in Bau     |

Mit der Errichtung des Kraftwerks wurde im September 2016 begonnen. Der Block 1 wurde im Februar 2021 mit dem Netz synchronisiert; der kommerzielle Betrieb begann im Dezember 2021. Der Block 2 soll 2022 in Betrieb gehen. Die beiden Blöcke verwenden superkritische Technologie (Siehe Überkritisches Wasser).

## Sonstiges
Die Investitionskosten für das Kraftwerk werden mit 1,7 Mrd. USD angegeben. Der erzeugte Strom wird über eine 500-kV-Doppelleitung abgeführt.